# Mitrophora
Mitrophora DC.: Fries
Mitophora è un genere di funghi appartenenti alla famiglia delle Morchellaceae.

Volgarmente questi funghi sono noti come "spugnole minori" per via del favo che ricorda quello di una Morchella, anche se di dimensioni ben più esigue.
In questo genere figurano specie con le seguenti caratteristiche.

## Descrizione del genere

### Corpo fruttifero
Stipitato, fino a 10-20 cm in altezza.

A differenza delle Morchelle, che sono caratterizzate dalla continuità tra gambo e mitra, nelle Mitrophore questa attaccatura è ubicata a circa metà della mitra.

#### Cappello (Mitra)
Spesso conica, più piccola rispetto alle specie del genere Morchella. Alveoli irregolari.

#### Gambo (Stipite)
Cilindrico, cavo, solcato, color bianco-sporco; in proporzione più grande rispetto alla mitra.

### Spore
Ialine in massa.

### Carne
Ceracea ed elastica, fragile, di colore bianco-crema.
- Odore: quasi sempre spermatico.
- Sapore: dolce.

## Habitat
Questi funghi condividono più o meno lo stesso habitat delle specie del genere Morchella: crescono in luoghi umidi e prediligono terreni sabbiosi. Primavera.

## Commestibilità delle specie
Buona, con riserva.

Tutte le specie sono eduli solo dopo bollitura e velenose da crude.

## Specie diMitrophora
- Mitrophora hybrida (Sow.) Boudier
- Mitrophora rimosipes (DC.) anon. ined.

## Confondibili con
- Svariate specie del genere Morchella, in particolare M. conica.
- Spesso con esemplari di Verpa digitaliformis e specie congeneri.
- Molto di rado ci si può confondere con alcune specie dei generi Helvella e Gyromitra.